# Блу-Спрингс (Небраска)
Блу-Спрингс (англ. Blue Springs) — город в округе Гейдж, штат Небраска. Население по переписи 2020 года — 282 человека.

## География
По данным Бюро переписи населения, площадь города равняется 2,03 км², из которых 1,99 км² занимает суша. Через восточную часть города протекает река Биг-Блу-Ривер.

## История
Город был основан в 1850-х годах. Он был назван в честь местных источников, которые коренные американцы считали целебными. В 1859 году Руэлом Нойесом и Джоном Чемберсом был построен первый в округе мост через Биг-Блу-Ривер (смыт в 1861). Первый почтамт был открыт в 1861 году. В 1875 году была открыта школа. В 1923 году была построена гидроэлектростанция.

## Население
| Год переписи                                  | Нас. |  | %±     |
| --------------------------------------------- | ---- |  | ------ |
| 1880                                          | 513  |  | —      |
| 1890                                          | 963  |  | 87,7%  |
| 1900                                          | 786  |  | −18,4% |
| 1910                                          | 712  |  | −9,4%  |
| 1920                                          | 742  |  | 4,2%   |
| 1930                                          | 700  |  | −5,7%  |
| 1940                                          | 681  |  | −2,7%  |
| 1950                                          | 581  |  | −14,7% |
| 1960                                          | 509  |  | −12,4% |
| 1970                                          | 506  |  | −0,6%  |
| 1980                                          | 521  |  | 3%     |
| 1990                                          | 431  |  | −17,3% |
| 2000                                          | 383  |  | −11,1% |
| 2010                                          | 331  |  | −13,6% |
| 2020                                          | 282  |  | −14,8% |
| 1880–2020 U.S. Decennial Census 2012 Estimate |      |  |        |

По переписи населения 2020 года в городе проживало 282 жителя. Плотность населения — 142 чел./км². Динамика численности населения в сравнении с 2010 годом составила –14,8 %. 

## Известные уроженцы
- Гай Чемберлин[англ.] (1894—1967) — американский футболист, член Залов славы профессионального футбола[англ.] и студенческого футбола[англ.][8].